# Mother North
Mother North er den første musikvideo fra det norske black metal-band Satyricon. 
Den blev filmet på Greåker fort i Trosskogen og i Hekseskogen i marts 1996. Videoen til "Mother North" findes i to versioner på vhs'en, hvoraf den ene er "uegnet til at blive vist på tv". Musikvideoen er brugt af den svenske regissør Jonas Åkerlund i filmen Spun. Jonas Åkerlund var senere regissør på Satyricons musikvideo til sangen "Fuel for Hatred".

## Spor
1. "Mother North" (censureret tv-version) (8:08)
2. "Intermezzo" (video)
3. "Mother North" (ucensureret version) (7:53)

## Personer der medvirker i videoen
- Frost
- Kveldulv
- Satyr
- Monica Bråten